# Pheidole impressa
Pheidole impressa är en myrart som beskrevs av Mayr 1870. Pheidole impressa ingår i släktet Pheidole och familjen myror.

## Underarter
Arten delas in i följande underarter:
- P. i. detrita
- P. i. impressa